# Edmée Abetel
Edmée Abetel, później Barré (ur. 26 listopada 1922 w Lozannie, zm. 14 kwietnia 2002 tamże) – szwajcarska narciarka alpejska, uczestniczka zimowych igrzysk olimpijskich 1952 rozgrywanych w Oslo.

## Osiągnięcia

### Igrzyska olimpijskie
| Miejsce | Dzień     | Rok  | Miejscowość | Konkurencja | Czas biegu  | Strata   | Zwyciężczyni         |
| ------- | --------- | ---- | ----------- | ----------- | ----------- | -------- | -------------------- |
| 25.     | 20 lutego | 1952 | Oslo        | Slalom      | 2:28.3 min. | +17.7 s. | Andrea Mead-Lawrence |